# Karl-Heinz Danowski
Karl-Heinz Danowski (* 1941) ist ein deutscher Schauspieler und Hörspielsprecher.

## Leben
Über das Leben des 1941 geborenen Karl-Heinz Danowski sind nur lückenhafte Informationen vorhanden. In mehreren Produktionen der DDR-Filmgesellschaft DEFA und dem Fernsehen der DDR stand er vor der Kamera. Zusätzlich wirkte er als Theaterschauspieler, Hörspiel- und Synchronsprecher.

## Filmografie
- 1970: Unterwegs zu Lenin
- 1970: Jeder stirbt für sich allein (Fernseh-Dreiteiler, 3. Teil)
- 1971: Anlauf (Fernsehfilm)
- 1971: Optimistische Tragödie (Fernsehfilm)
- 1972: Eolomea
- 1972: Lützower
- 1976: Polizeiruf 110: Eine fast perfekte Sache (Fernsehreihe)
- 1977: Zur See (Fernsehserie, 1 Episode)
- 1979: Lachtauben weinen nicht
- 1979: Die Rache des Kapitäns Mitchell (Fernsehfilm)
- 1979: Einfach Blumen aufs Dach
- 1980: Glück im Hinterhaus
- 1980: Archiv des Todes (Fernsehserie, 1 Episode)
- 1980: Unser Mann ist König (Fernsehserie, 1 Episode)
- 1986: Kalter Engel (Fernsehfilm)
- 1988: Liebling Kreuzberg (Fernsehserie, 1 Episode)

## Theater
- 1987: Molère: Der Geizige – Regie: Werner Tietze (Volksbühne Berlin)

## Hörspiele
- 1969: Josef Hertelt: Goldmedaillen für Herzfelde – Regie: Detlef Kurzweg (Kinderhörspiel – Rundfunk der DDR)
- 1969: Friedrich Schiller: Die Verschwörung des Fiesco zu Genua – Regie: Peter Groeger (Hörspiel – Rundfunk der DDR)
- 1970: Wil Lipatow: Viktoria und die Fischer (Semjon) – Regie: Theodor Popp/Barbara Plensat (Hörspiel – Rundfunk der DDR)

## Synchronisation
- 1986–1991: Frank Welker als Bürgermeister Lenny Clotch in The Real Ghostbusters (Fernsehserie, 1 Episode)